# The House of the Dead 4
The House of the Dead 4 (с англ. — «Дом мёртвых 4») — игра, разработанная компанией Wow Entertainment и издана компанией Sega в 2005 году. Является четвёртой и последней игрой в серии «The House of the Dead». Изначально вышла только на аркадных автоматах, однако в 2012 году было объявлено, что игра, вместе с The House of the Dead III, появится на PlayStation 3. Игра вышла в сервисе «PlayStation Network» 17 апреля 2012 года.

## Игровой процесс
Игровой процесс игры потерпел много изменений. Главным из них является использование нового оружия — автомата. Также, игрок может использовать гранаты против толп зомби. Так как оружие стало более скорострельным, темп игры тоже заметно ускорился. Ещё в игру добавлено множество моментов с интерактивностью. Так, например, встряхивание автомата не только перезаряжает оружие. Если к игроку прицепился зомби, его можно будет оттолкнуть, тряся автоматом до конца заполнения шкалы. Иногда, во время схватки с боссами нужно использовать тряску автомата, для освобождения от монстра, или запуска механизма, от которого падёт босс.

## Сюжет
Действие происходит в 2003 году. Джеймс Тэйлор (персонаж The House of the Dead 2) и новичок Кейт Грин изучали архивы AMS, но вдруг произошло землетрясение. Несколько дней спустя Грин и Тэйлор обнаруживают, что в здании архивов присутствуют сотни зомби. Джеймс и Кейт понимают, что нужно бежать. Пройдя узкие коридоры, они заходят в главный зал и обнаруживают, что там ещё больше зомби. Добежав до лифта, герои не смогли убежать, так как на них напало «Правосудие», которое закинуло их в канализацию под зданием. Победив «Правосудие», агенты попадают во вторую часть канализации. Там же они находят тайный зал, в котором узнают главный план Калеба Голдмана — запустить ядерные ракеты из всех частей земли, которые потом полетят в другие полушария. Дойдя до шахтёрского лифта, им приходится сразиться с «Влюбленными». Через канализацию Тэйлор и Грин попадают в метро, через которое попадают в Венецию, в которой произошла катастрофа. Тут же на КПК героям поступает сообщение от давно покойного Голдмана, который рассказывает им, что в полночь проснется «Мир» (The World). Агенты, начав действовать, приехали в главный небоскрёб DBR, где они столкнулись с мутантом «Звездой», который тяжело ранил Джеймса. Добравшись до офиса Голдмана, агенты узнали, что «Мир» уже проснулся. Во время битвы существо много раз эволюционировало, но в последний третий раз превратилось в дух, который улетев мог потом буйствовать в других частях земли, и, по осознании этого факта, Джеймс уничтожил его, подбежав и взорвавшись.
После окончания игры появляется надпись "Продолжение истории будет в «The House of the Dead III» (хронологически следующей после 4 части).

## The House of the Dead 4 Special
The House of the Dead 4 Special — продолжение игры The House of the Dead 4 (на PS3).
Кейт спасается благодаря Джи, который приехал ей на помощь. По территориям, которые были пройдены в The House of the Dead 2, агенты добираются до туннеля, через который можно заехать в здание DBR. Приехав в туннель, они с Джи входят в секретную лабораторию (Джи знал о ней), но их атакует Правосудие (наверное, его клон), которому снова было суждено умереть. Пройдя все лаборатории, они находят главный зал, где и обнаруживают Чародея с Ящиком Пандоры.
Данное дополнение так же имеет концовки: после битвы Чародей активирует Ящик Пандоры, а игроку даётся возможность кинуть гранату.
1. Если игроку не удаётся кинуть гранату, то появляются колбы с клонами Чародея, Джи говорит «Ну и кто следующий?», а на экране возникает надпись «Bad End»
2. Если игрок кинул гранату, то Ящик взрывается вместе с Чародеем, Джи говорит, что «борьба ещё впереди», и вместе с Кейт они уходят.

Примечание: в одной из секретных концовок, Джи подходит к месту взрыва и говорит, что «Джеймс может отдохнуть, он этого заслуживает».

## Отзывы
| Сводный рейтинг | Сводный рейтинг |
| Агрегатор       | Оценка          |
| --------------- | --------------- |
| GameRankings    | 73,42 %         |